# Zenit

Vztah mezi zenitem a nadirem

Zenit (nadhlavník) je v astronomii bod na obloze, který leží přímo nad pozorovatelem. Je to průsečík kolmice na horizontální rovinu pozorovacího místa s nebeskou sférou. Je pólem horizontální souřadnicové soustavy.
V případě Slunce a pozorovatele na povrchu Země může být Slunce v zenitu jen mezi obratníky. Naopak, bude-li pozorovatel stát na severním nebo jižním pólu, pak bude směr k jeho zenitu (z jeho pohledu) totožný s rotační osou Země
Opak zenitu je nadir.

## Jiný význam
V přeneseném významu se jako zenit označuje vrchol, největší úspěch, například kariéry nebo životní dráhy, po němž následuje sestup. Ekvivalent „nadhlavník“ se v tomto smyslu nepoužívá.